# آلن باترسبي
السير آلن راشتون باترسبي (بالإنجليزية: Alan R. Battersby)‏ (ولد 4 مارس 1925 - 10 فبراير 2018) هو كيميائي عضوي بريطاني.

## ولاته وتعليمه
ولد باترسبي في المملكة المتحدة، كان أستاذًا للكيمياء العضوية في جامعة كامبريدج من عام 1988 حتى 1992 وعضو فخري في كلية كاترين، كمبريدج.